# Чемпионат СССР по водному поло 1964
XXIV чемпионат СССР по водному поло (XXI чемпионат для клубных команд) проходил с 1 апреля по 28 мая 1964 года. Победителем стала команда ЦВСК ВМФ.

## Общая информация
В чемпионате участвовали 12 команд, объединённых в первую группу класса «А». На предварительном этапе команды сыграли в один круг в Баку, Ленинграде (в новом 50-метровом бассейне СКА) и Москве (в бассейне Центрального стадиона имени В. И. Ленина). Шесть лучших команд остались в Москве и в матчах финального этапа разыграли медали, а остальные шесть участников выступили в Астрахани в финале за 7—12-е места.
Чемпионом СССР в пятый раз и спустя 10 лет после предыдущей победы стала команда ЦВСК ВМФ, опередившая в итоговой турнирной таблице земляков из МГУ на одно очко. Бронзовые медали выиграло тбилисское «Динамо».
Шестикратные чемпионы СССР из московского «Динамо» в марте 1964 года выиграли серебряные медали первого розыгрыша Кубка европейских чемпионов, но в чемпионате страны выступили неудачно, заняв лишь пятое место. 6 мая ватерполистами МГУ была прервана начавшаяся со стартовой игры чемпионата 1957 года уникальная серия динамовцев из 112 матчей подряд без поражений (100 побед и 12 ничьих).
Команды, занявшие по итогам сезона 11—12-е места, — подмосковный «Вымпел» и ленинградский «Спартак» — выбыли во вторую группу класса «А», уступив свои места в сильнейшем дивизионе волгоградскому «Спартаку» и минскому «Буревестнику».

## Предварительные игры
|                                       | 1   | 2   | 3   | 4   | 5   | 6   | 7   | 8   | 9   | 10  | 11  | 12  | И  | В | Н | П  | М     | О  |
| ------------------------------------- | --- | --- | --- | --- | --- | --- | --- | --- | --- | --- | --- | --- | -- | - | - | -- | ----- | -- |
| 1. ЦВСК ВМФ (Москва)                  |     | 2:0 | 6:3 | 1:1 | 3:2 | 1:1 | 5:1 | 4:1 | 3:2 | 3:1 | 8:5 | 6:0 | 11 | 9 | 2 | 0  | 42:17 | 20 |
| 2. МГУ (Москва)                       | 0:2 |     | 4:4 | 0:0 | 2:1 | 3:2 | 3:1 | 4:3 | 4:3 | 3:2 | 2:0 | 4:0 | 11 | 8 | 2 | 1  | 29:18 | 18 |
| 3. ККФ (Баку)                         | 3:6 | 4:4 |     | 3:3 | 2:1 | 3:2 | 2:2 | 7:1 | 4:3 | 7:4 | 3:2 | 5:3 | 11 | 7 | 3 | 1  | 43:31 | 17 |
| 4. «Динамо» (Тбилиси)                 | 1:1 | 0:0 | 3:3 |     | 3:4 | 2:0 | 1:1 | 5:3 | 3:1 | 3:1 | 3:1 | 5:2 | 11 | 6 | 4 | 1  | 29:17 | 16 |
| 5. «Динамо» (Москва)                  | 2:3 | 1:2 | 1:2 | 4:3 |     | 2:1 | 4:3 | 2:2 | 4:0 | 4:2 | 6:4 | 4:2 | 11 | 7 | 1 | 3  | 34:24 | 15 |
| 6. «Торпедо» (Москва)                 | 1:1 | 2:3 | 2:3 | 0:2 | 1:2 |     | 1:1 | 2:2 | 4:4 | 4:3 | 3:1 | 1:0 | 11 | 3 | 4 | 4  | 21:22 | 10 |
| 7. «Балтика» (Ленинград)              | 1:5 | 1:3 | 2:2 | 1:1 | 3:4 | 1:1 |     | 3:3 | 2:1 | 3:3 | 1:1 | 4:1 | 11 | 2 | 6 | 3  | 22:25 | 10 |
| 8. «Динамо» (Киев)                    | 1:4 | 3:4 | 1:7 | 3:5 | 2:2 | 2:2 | 3:3 |     | 2:2 | 2:2 | 4:2 | 3:2 | 11 | 2 | 5 | 4  | 26:35 | 9  |
| 9. «Трудовые резервы» (Москва)        | 2:3 | 3:4 | 3:4 | 1:3 | 0:4 | 4:4 | 1:2 | 2:2 |     | 4:4 | 2:1 | 4:2 | 11 | 2 | 3 | 6  | 26:33 | 7  |
| 10. «Динамо» (Львов)                  | 1:3 | 2:3 | 4:7 | 1:3 | 2:4 | 3:4 | 3:3 | 2:2 | 4:4 |     | 2:2 | 3:2 | 11 | 1 | 4 | 6  | 27:37 | 6  |
| 11. «Вымпел» (Калининград Моск. обл.) | 5:8 | 0:2 | 2:3 | 1:3 | 4:6 | 1:3 | 1:1 | 2:4 | 1:2 | 2:2 |     | 2:1 | 11 | 1 | 2 | 8  | 21:35 | 4  |
| 12. «Спартак» (Ленинград)             | 0:6 | 0:4 | 3:5 | 2:5 | 2:4 | 0:1 | 1:4 | 2:3 | 2:4 | 2:3 | 1:2 |     | 11 | 0 | 0 | 11 | 15:41 | 0  |

Баку
1-й тур. 1 апреля
- «Динамо» Тб — МГУ — 0:0
- «Динамо» К — «Вымпел» — 4:2
- ЦВСК ВМФ — ККФ — 6:3

2-й тур. 2 апреля
- ЦВСК ВМФ — «Динамо» Тб — 1:1
- МГУ — «Вымпел» — 2:0
- ККФ — «Динамо» К — 7:1

3-й тур. 3 апреля
- «Динамо» Тб — «Вымпел» — 3:1
- ЦВСК ВМФ — «Динамо» К — 4:1
- МГУ — ККФ — 4:4

4-й тур. 4 апреля
- ЦВСК ВМФ — «Вымпел» — 8:5
- МГУ — «Динамо» К — 4:3
- «Динамо» Тб — ККФ — 3:3

5-й тур. 5 апреля
- «Динамо» Тб — «Динамо» К — 5:3
- ЦВСК ВМФ — МГУ — 2:0
- ККФ — «Вымпел» — 3:2

Ленинград
1-й тур. 1 апреля
- «Динамо» М — «Балтика» — 4:3
- «Трудовые резервы» — «Торпедо» — 4:4
- «Динамо» Лв — «Спартак» — 3:2

2-й тур. 2 апреля
- «Динамо» М — «Трудовые резервы» — 4:0
- «Балтика» — «Спартак» — 4:1
- «Торпедо» — «Динамо» Лв — 4:3

3-й тур. 3 апреля
- «Балтика» — «Торпедо» — 1:1
- «Динамо» М — «Спартак» — 4:2
- «Трудовые резервы» — «Динамо» Лв — 4:4

4-й тур. 4 апреля
- «Трудовые резервы» — «Спартак» — 4:2
- «Динамо» М — «Торпедо» — 2:1
- «Балтика» — «Динамо» Лв — 3:3

5-й тур. 5 апреля
- «Динамо» М — «Динамо» Лв — 4:2
- «Балтика» — «Трудовые резервы» — 2:1
- «Торпедо» — «Спартак» — 1:0

Москва
6-й тур. 6 мая
- ККФ — «Трудовые резервы» — 4:3
- «Динамо» К — «Спартак» — 3:2
- МГУ — «Динамо» М — 2:1
- «Динамо» Тб — «Балтика» — 1:1
- «Вымпел» — «Динамо» Лв — 2:2
- ЦВСК ВМФ — «Торпедо» — 1:1

7-й тур. 7 мая
- МГУ — «Спартак» — 4:0
- ККФ — «Торпедо» — 3:2
- «Трудовые резервы» — «Динамо» К — 2:2
- ЦВСК ВМФ — «Динамо» Лв — 3:1
- «Динамо» М — «Динамо» Тб — 4:3
- «Балтика» — «Вымпел» — 1:1

8-й тур. 8 мая
- «Торпедо» — «Динамо» К — 2:2[1]
- МГУ — «Трудовые резервы» — 4:3
- ККФ — «Динамо» Лв — 7:4
- «Динамо» М — «Вымпел» — 6:4
- ЦВСК ВМФ — «Балтика» — 5:1
- «Динамо» Тб — «Спартак» — 5:2

9-й тур. 10 мая
- «Балтика» — ККФ — 2:2
- ЦВСК ВМФ — «Динамо» М — 3:2
- «Вымпел» — «Спартак» — 2:1
- «Динамо» Тб — «Трудовые резервы» — 3:1
- МГУ — «Торпедо» — 3:2
- «Динамо» Лв — «Динамо» К — 2:2

10-й тур. 11 мая
- «Динамо» Тб — «Торпедо» — 2:0
- «Трудовые резервы» — «Вымпел» — 2:1
- «Динамо» К — «Балтика» — 3:3
- МГУ — «Динамо» Лв — 3:2
- ЦВСК ВМФ — «Спартак» — 6:0
- ККФ — «Динамо» М — 2:1

11-й тур. 12 мая
- «Динамо» М — «Динамо» К — 2:2
- МГУ — «Балтика» — 3:1
- «Динамо» Тб — «Динамо» Лв — 3:1
- ККФ — «Спартак» — 5:3
- «Торпедо» — «Вымпел» — 3:1
- ЦВСК ВМФ — «Трудовые резервы» — 3:2

## Финальные игры

### За 1—6-е места
Матчи прошли в Москве в плавательном бассейне Центрального стадиона имени В. И. Ленина.
|                       | 1   | 2   | 3   | 4   | 5   | 6   | И  | В  | Н | П | М     | О  |
| --------------------- | --- | --- | --- | --- | --- | --- | -- | -- | - | - | ----- | -- |
| 1. ЦВСК ВМФ (Москва)  |     | 2:2 | 1:2 | 5:4 | 4:1 | 3:1 | 16 | 12 | 3 | 1 | 57:27 | 27 |
| 2. МГУ (Москва)       | 2:2 |     | 2:1 | 1:1 | 5:4 | 4:1 | 16 | 11 | 4 | 1 | 43:27 | 26 |
| 3. «Динамо» (Тбилиси) | 2:1 | 1:2 |     | 2:2 | 2:1 | 3:4 | 16 | 8  | 5 | 3 | 39:27 | 21 |
| 4. ККФ (Баку)         | 4:5 | 1:1 | 2:2 |     | 1:2 | 4:3 | 16 | 8  | 5 | 3 | 55:44 | 21 |
| 5. «Динамо» (Москва)  | 1:4 | 4:5 | 1:2 | 2:1 |     | 3:0 | 16 | 9  | 1 | 6 | 45:36 | 19 |
| 6. «Торпедо» (Москва) | 1:3 | 1:4 | 4:3 | 3:4 | 0:3 |     | 16 | 4  | 4 | 8 | 30:39 | 12 |

12-й тур. 19 мая
- «Динамо» М — «Торпедо» — 3:0
- ККФ — МГУ — 1:1
- «Динамо» Тб — ЦВСК ВМФ — 2:1

13-й тур. 20 мая
- МГУ — «Динамо» Тб — 2:1
- ЦВСК ВМФ — «Динамо» М — 4:1
- ККФ — «Торпедо» — 4:3

14-й тур. 21 мая
- «Торпедо» — «Динамо» Тб — 4:3
- «Динамо» М — ККФ — 2:1
- МГУ — ЦВСК ВМФ — 2:2

15-й тур. 23 мая
- ЦВСК ВМФ — ККФ — 5:4
- МГУ — «Торпедо» — 4:1
- «Динамо» Тб — «Динамо» М — 2:1

16-й тур. 24 мая
- МГУ — «Динамо» М — 5:4
- ЦВСК ВМФ — «Торпедо» — 3:1
- «Динамо» Тб — ККФ — 2:2

### За 7—12-е места
Матчи прошли в Астрахани.
|                                       | 7   | 8   | 9   | 10  | 11  | 12  | И  | В | Н | П  | М     | О  |
| ------------------------------------- | --- | --- | --- | --- | --- | --- | -- | - | - | -- | ----- | -- |
| 7. «Балтика» (Ленинград)              |     | 6:6 | 1:1 | 6:2 | 5:4 | 3:3 | 16 | 4 | 9 | 3  | 43:41 | 17 |
| 8. «Динамо» (Киев)                    | 6:6 |     | 4:4 | 2:3 | 3:1 | 3:1 | 16 | 4 | 7 | 5  | 44:50 | 15 |
| 9. «Трудовые резервы» (Москва)        | 1:1 | 4:4 |     | 3:2 | 3:3 | 3:3 | 16 | 3 | 7 | 6  | 40:46 | 13 |
| 10. «Динамо» (Львов)                  | 2:6 | 3:2 | 2:3 |     | 5:3 | 6:0 | 16 | 4 | 4 | 8  | 44:50 | 12 |
| 11. «Вымпел» (Калининград Моск. обл.) | 4:5 | 1:3 | 3:3 | 3:5 |     | 4:5 | 16 | 1 | 3 | 12 | 36:56 | 5  |
| 12. «Спартак» (Ленинград)             | 3:3 | 1:3 | 3:3 | 0:6 | 5:4 |     | 16 | 1 | 2 | 11 | 26:59 | 4  |

12-й тур. 23 мая
- «Трудовые резервы» — «Спартак» — 3:3
- «Балтика» — «Динамо» Лв — 6:2
- «Динамо» К — «Вымпел» — 3:1

13-й тур. 24 мая
- «Динамо» Лв — «Динамо» К — 3:2
- «Вымпел» — «Трудовые резервы» — 3:3
- «Балтика» — «Спартак» — 3:3

14-й тур. 25 мая
- «Динамо» К — «Спартак» — 3:1
- «Балтика» — «Трудовые резервы» — 1:1
- «Динамо» Лв — «Вымпел» — 5:3

15-й тур. 27 мая
- «Балтика» — «Вымпел» — 5:4
- «Динамо» Лв — «Спартак» — 6:0
- «Трудовые резервы» — «Динамо» К — 4:4

16-й тур. 28 мая
- «Трудовые резервы» — «Динамо» Лв — 3:2
- «Спартак» — «Вымпел» — 5:4
- «Балтика» — «Динамо» К — 6:6

## Призёры
ЦВСК ВМФ: Виктор Агеев, Вадим Гуляев, Александр Долгушин, Игорь Зингер, Юрий Копейкин, Алексей Куцев, Сурен Маркаров, Владимир Новиков, Валентин Прокопов, Владимир Семёнов, Александр Шидловский. Тренер — Борис Гойхман.
 МГУ: Эдуард Егоров, Николай Калашников, Лев Кондратов, Владимир Кузнецов, Владимир Куренной, Вячеслав Куренной, Леонид Осипов, Виктор Пирейко, Борис Попов, Виктор Сомов. Тренер — Ростом Чачава.
 «Динамо» (Тбилиси): Михаил Георгадзе, Лери Гоголадзе, Зураб Ломидзе, Борис Маргиев, Борис Мегедь, Отар Миминошвили, Виктор Романов, Василий Санадзе, Джумбер Циклаури, Гиви Чикваная, Ираклий Чхиквадзе. Тренер — Нодар Гвахария.